# Avraham Hirschson
Avraham Hirschson (hebrejsky אברהם הירשזון‎, 11. února 1941 – 7. března 2022) byl izraelský politik. V letech 1981 až 1984 a znovu 1992 až 2009 byl poslancem Knesetu za strany Likud a Kadima. Mimo to zastával posty ministra financí, turismu a komunikací. Rezignoval po obvinění z korupce a v červenci 2009 byl odsouzen k necelým pěti a půl rokům vězení za zcizení téměř 2 milionů šekelů z Národní federace pracujících (National Workers Labor Federation) v době, kdy byl jejím předsedou.

## Biografie
Narodil se v Tel Mondu, žil v Tel Avivu. V letech 1970 až 1992 byl Národní ligy mládeže (mládežnické organizace Histadrutu). Od roku 1995 byl předsedou Histadrutu a od roku 1996 zdravotní pojišťovny Kupat cholim le'umit. V roce 1988 pomáhal založit program Pochod živých, ale po mnoho let nebyl zapojen do jeho organizace. Během období, kdy byl zapojen do Pochodu živých byla organizace této akce obviněna z manipulováním s dary od netransparentních dárců.

### Politická kariéra
Jako člen strany Likud se stal poslancem se stal v červnu 1983 poslancem Knesetu, když v polovině funkčního období nahradil jiného poslance a tuto funkci zastával až do července 1984. Do Knesetu byl opětovně zvolen ve volbách v roce 1992. Dne 10. ledna 2005 nahradil Gideona Ezru ve funkci ministra turismu. Koncem listopadu 2005 vystoupil společně s Arielem Šaronem z Likudu a vstoupil do jím nově založené strany Kadima. Dne 18. ledna 2006 byl jmenován ministrem komunikací a i nadále byl v čele ministerstva turismu. Jeho jmenováním se zaplnilo jeden z ministerských postů uvolněných po odchodu Strany práce z vlády v listopadu 2005. Ten pak znamenal předčasné volby v březnu 2006.
Po volbách v roce 2006 se Hirschson stal ministrem financí ve vládě vedené stranou Kadima, která nastoupila do funkce 4. května 2006.
Dne 20. března 2007 byl Hirschson sedm hodin vyšetřován Izraelskou policií ohledně údajné zpronevěry v neziskové organizaci Národní federace pracujících v době, kdy v ní pracoval jako její předseda. Během vyšetřování pro zpronevěru se sám od května do července vzdal vykonávání úřadu, až nakonec sám 1. července rezignoval.
V květnu 2008 oznámil izraelský generální prokurátor Menachem Mazuz, že bude Hirschson obžalován ze série trestných činů, včetně porušení důvěry, přitěžujícího podvodu, krádeže, padělání firemních dokumentů a praní špinavých peněz. V červnu 2009 byl uznán vinným ze zpronevěry milionů šekelů z Národní federace pracujících v době, kdy byl jejím předsedou. V červenci byl odsouzen k pěti rokům a pěti měsícům vězení a pokutě ve výši 450 tisíc šekelů. K výkonu trestu nastoupil 1. září 2009. Dne 24. září téhož roku pak podal odvolání k nejvyššímu soudu.
O křeslo poslance přišel ve volbách v roce 2009.